# Българско училище „Д-р Стамен Григоров“
Българското училище „Д-р Стамен Григоров“ е училище на българската общност в град Женева, Швейцария. То носи името на д-р Стамен Григоров. Създадено е през 1984 г. Класната му стая е разположена в жилищната сграда към Постоянното представителство на Република България при службата на ООН и другите международни организации в Женева. Посещава се както от деца, живеещи в града и околностите, така и от деца от близка Франция. Изучаваните предмети са: български език и литература, човекът и обществото, история на България и география на България, съобразени със задължителните учебни програми съгласно изискванията на Министерството на образованието и науката на България.

## История
Училището се създава през 1984 г. До учебната 2008/2009 г. включително то действа на самоиздръжка. По-късно е вписано в списъка за българските неделни училища в чужбина и получава годишна субсидия на стойност, определена според броя на записаните ученици.

## Ученици
Брой на учениците през учебните години:
- 40 – учебна 2015/2016 г.[2]
- 50 – учебна 2020/2021 г.[4]